# Carin Fischer-Hugne
Carin Wahlborg Aline Fischer-Hugne, född 16 september 1895 i Göteborg, död 6 juli 1958 i Stockholm, var en svensk dansare, danspedagog och författare.
Fischer-Hugne har bland annat skrivit boken Ditt folk är icke mitt som blev filmatiserad 1944 av Weyler Hildebrand som Mitt folk är icke ditt. Hon är begravd på Köla kyrkogård.